# Руска императорска корона
Голямата императорска корона на Руската империя е главната династична регалия и символ на силата на руските монарси, създадена през 1762 г. за коронацията на Екатерина II. До 1917 г. всички руски монарси са били увенчани с Голямата императорска корона.
Короната е направена от изкусния придворен майстор Йеремия Позиер за императрица Екатерина II по повод „Голямата коронация“ от 1762 година.
Короната има традиционна форма, състояща се от две разделени полусфери, украсени с тънколистни мотиви и гирлянди, съединени с диамантен венец. Тя е обсипана с около 5000 подбрани индийски диаманта (според някои руски специалисти точният им брой е 4836) и с голям брой фини бели перли. Императорската корона е украсена с един от седемте исторически скъпоценни камъни от „Руската димантена колекция“. Камъкът представлява голям скъпоценен червен шпинел, тежащ 398,72 карата и е донесен в Русия от Николас Спафари, руски пратеник в Китай от 1675 до 1678 година.